# معتمدية مطماطة القديمة
معتمدية مطمامة القديمة إحدى معتمديات الجمهورية التونسية، تابعة لولاية قابس.